# Hiroyuki Sawada
Hiroyuki Sawada (澤田 博行 Sawada Hiroyuki?), född 29 januari 1974 i Gunma prefektur, är en japansk tidigare fotbollsspelare.
Sawada började sin karriär 1992 i Honda FC. 1993 flyttade han till Urawa Reds. Efter Urawa Reds spelade han för Kyoto Purple Sanga och Tonan SC Gunma. Han avslutade karriären 2004.